# Power Horse Stadium
Estadio de los Juegos Mediterráneos (od 1 lipca 2022 Power Horse Stadium) – stadion piłkarski (a wcześniej piłkarsko-lekkoatletyczny) w Almeríi o pojemności trybun 16 503 miejsc, otwarty 31 lipca 2004. Domowy obiekt UD Almería. Wybudowano go z okazji organizowanych w Almerii w 2005 r. igrzysk śródziemnomorskich.